# Bundestagswahlkreis Düsseldorf II
Der Bundestagswahlkreis Düsseldorf II (Wahlkreis 106; bis zur Bundestagswahl 2021 Wahlkreis 107) liegt in Nordrhein-Westfalen und umfasst den südlichen Teil der Landeshauptstadt Düsseldorf mit den Stadtbezirken 3, 8, 9 und 10.

## Wahlkreisgeschichte
| Wahl      | Wahlkreisname     | Gebiet |
| --------- | ----------------- | --- |
| 1949      | 20 Düsseldorf II  | Oberbilk, Eller, Lierenfeld, Vennhausen, Rath, Mörsenbroich, Flingern, Düsseltal, Gerresheim, Grafenberg, Ludenberg, Wersten, Himmelgeist, Holthausen, Reisholz, Benrath, Urdenbach, Itter, Hassels, Garath und Hellerhof   |
| 1953–1961 | 79 Düsseldorf II  | Oberbilk, Eller, Lierenfeld, Vennhausen, Rath, Mörsenbroich, Flingern, Düsseltal, Gerresheim, Grafenberg, Ludenberg, Wersten, Himmelgeist, Holthausen, Reisholz, Benrath, Urdenbach, Itter, Hassels, Garath und Hellerhof   |
| 1965–1976 | 75 Düsseldorf II  | Oberbilk, Eller, Lierenfeld, Vennhausen, Rath, Mörsenbroich, Flingern, Gerresheim, Grafenberg und Ludenberg |
| 1980–1998 | 75 Düsseldorf II  | Oberbilk, Eller, Lierenfeld, Vennhausen, Unterbach, Friedrichstadt, Bilk, Unterbilk, Hafen, Hamm, Volmerswerth, Flehe, Wersten, Himmelgeist, Holthausen, Reisholz, Benrath, Urdenbach, Itter, Hassels, Garath und Hellerhof |
| 2002–2009 | 108 Düsseldorf II | Oberbilk, Eller, Lierenfeld, Vennhausen, Unterbach, Friedrichstadt, Bilk, Unterbilk, Hafen, Hamm, Volmerswerth, Flehe, Wersten, Himmelgeist, Holthausen, Reisholz, Benrath, Urdenbach, Itter, Hassels, Garath und Hellerhof |
| 2013–2021 | 107 Düsseldorf II | Oberbilk, Eller, Lierenfeld, Vennhausen, Unterbach, Friedrichstadt, Bilk, Unterbilk, Hafen, Hamm, Volmerswerth, Flehe, Wersten, Himmelgeist, Holthausen, Reisholz, Benrath, Urdenbach, Itter, Hassels, Garath und Hellerhof |
| 2025–     | 106 Düsseldorf II | Oberbilk, Eller, Lierenfeld, Vennhausen, Unterbach, Friedrichstadt, Bilk, Unterbilk, Hafen, Hamm, Volmerswerth, Flehe, Wersten, Himmelgeist, Holthausen, Reisholz, Benrath, Urdenbach, Itter, Hassels, Garath und Hellerhof |

## Wahlkreisabgeordnete
| Wahl | Abgeordneter | Abgeordneter     | Partei | Stimmen in % |
| ---- | ------------ | ---------------- | ------ | ------------ |
| 1949 |              | Josef Gockeln    | CDU    | 37,2         |
| 1953 |              | Johannes Caspers | CDU    | 49,9         |
| 1957 | 52,7         | Johannes Caspers | CDU    |              |
| 1961 |              | Georg Schulhoff  | CDU    | 44,1         |
| 1965 |              | Helmut Lenders   | SPD    | 48,6         |
| 1969 | 53,5         | Helmut Lenders   | SPD    |              |
| 1972 | 57,6         | Helmut Lenders   | SPD    |              |
| 1976 | 52,4         | Helmut Lenders   | SPD    |              |
| 1980 |              | Manfred Geßner   | SPD    | 50,2         |
| 1983 |              | Volker Jung      | SPD    | 48,6         |
| 1987 | 44,5         | Volker Jung      | SPD    |              |
| 1990 | 44,6         | Volker Jung      | SPD    |              |
| 1994 | 46,8         | Volker Jung      | SPD    |              |
| 1998 | 50,3         | Volker Jung      | SPD    |              |
| 2002 |              | Karin Kortmann   | SPD    | 49,6         |
| 2005 | 45,9         | Karin Kortmann   | SPD    |              |
| 2009 |              | Beatrix Philipp  | CDU    | 37,7         |
| 2013 |              | Sylvia Pantel    | CDU    | 40,7         |
| 2017 | 33,8         | Sylvia Pantel    | CDU    |              |
| 2021 |              | Andreas Rimkus   | SPD    | 29,2         |
| 2025 |              | Johannes Winkel  | CDU    | 28,7         |

## Wahlergebnisse

### Bundestagswahl 2025
| Kandidaten                                             | Kandidaten                   | Parteien/Listen       | Erststimmen | Erststimmen | Zweitstimmen | Zweitstimmen |
| Kandidaten                                             | Kandidaten                   | Parteien/Listen       | Stimmen     | %           | Stimmen      | %            |
| ------------------------------------------------------ | ---------------------------- | --------------------- | ----------- | ----------- | ------------ | ------------ |
|                                                        | Adis Selimi                  | SPD                   | 34.739      | 23,1        | 28.535       | 18,9         |
|                                                        | Johannes Winkelgewählt im WK | CDU                   | 43.282      | 28,7        | 38.006       | 25,1         |
|                                                        | Sara Nanni                   | Bündnis 90/Die Grünen | 27.347      | 18,2        | 25.780       | 17,1         |
|                                                        | Lida Azarnoosh               | FDP                   | 6.250       | 4,1         | 8.236        | 5,4          |
|                                                        | Andrea Kraljic               | AfD                   | 19.574      | 13,0        | 19.606       | 13,0         |
|                                                        | Lisa Schubert                | Die Linke             | 14.024      | 9,3         | 17.800       | 11,8         |
|                                                        | Howik Babachanjan            | Freie Wähler          | 934         | 0,6         | 484          | 0,3          |
|                                                        | –                            | Tierschutzpartei      | –           | –           | 1.671        | 1,1          |
|                                                        | –                            | dieBasis              | –           | –           | 234          | 0,2          |
|                                                        | –                            | Die PARTEI            | –           | –           | 771          | 0,5          |
|                                                        | –                            | Todenhöfer            | –           | –           | 314          | 0,2          |
|                                                        | Frances Noltekuhlemann       | Volt                  | 2.641       | 1,8         | 1.570        | 1,0          |
|                                                        | Daniela Maus                 | MLPD                  | 366         | 0,2         | 77           | 0,1          |
|                                                        | –                            | PdF                   | –           | –           | 232          | 0,2          |
|                                                        | Tobias Ulbrich               | Bündnis Deutschland   | 729         | 0,5         | 230          | 0,2          |
|                                                        | –                            | BSW                   | –           | –           | 7.246        | 4,8          |
|                                                        | –                            | MERA25                | –           | –           | 123          | 0,1          |
|                                                        | Sylvia Pantel                | WerteUnion            | 719         | 0,5         | 237          | 0,2          |
| Gesamt                                                 | Gesamt                       | Gesamt                | 150.605     | 100         | 151.152      | 100          |
|                                                        |                              |                       |             |             |              |              |
| Ungültige Stimmen                                      | Ungültige Stimmen            | Ungültige Stimmen     | 1.303       | 0,9         | 756          | 0,5          |
| Wähler                                                 | Wähler                       | Wähler                | 151.908     | 80,4        | 151.908      | 80,4         |
| Wahlberechtigte                                        | Wahlberechtigte              | Wahlberechtigte       | 188.875     |             | 188.875      |              |
|                                                        |                              |                       |             |             |              |              |
| Quellen: Die Bundeswahlleiterin, Kandidaten – Ergebnis |                              |                       |             |             |              |              |

### Bundestagswahl 2021
| Kandidaten                                            | Kandidaten                  | Parteien/Listen      | Erststimmen | Erststimmen | Zweitstimmen | Zweitstimmen |
| Kandidaten                                            | Kandidaten                  | Parteien/Listen      | Stimmen     | %           | Stimmen      | %            |
| ----------------------------------------------------- | --------------------------- | -------------------- | ----------- | ----------- | ------------ | ------------ |
|                                                       | Sylvia Pantel               | CDU                  | 34.801      | 24,7        | 31.639       | 22,4         |
|                                                       | Andreas Rimkusgewählt im WK | SPD                  | 41.169      | 29,2        | 35.671       | 25,2         |
|                                                       | Christoph Schork            | FDP                  | 14.143      | 10,0        | 17.335       | 12,3         |
|                                                       | Uta Opelt                   | AfD                  | 8.214       | 5,8         | 8.503        | 6,0          |
|                                                       | Sara Nanni                  | GRÜNE                | 30.201      | 21,4        | 31.524       | 22,3         |
|                                                       | Julia Marmulla              | DIE LINKE            | 5.418       | 3,8         | 6.931        | 4,9          |
|                                                       | Robin Bartz                 | Die PARTEI           | 2.967       | 2,1         | 1.572        | 1,1          |
|                                                       | –                           | Tierschutzpartei     | –           | –           | 1.831        | 1,3          |
|                                                       | –                           | PIRATEN              | –           | –           | 517          | 0,4          |
|                                                       | Hans-Joachim Grumbach       | FREIE WÄHLER         | 1.307       | 0,9         | 859          | 0,6          |
|                                                       | –                           | NPD                  | –           | –           | 81           | 0,1          |
|                                                       | –                           | ÖDP                  | –           | –           | 90           | 0,1          |
|                                                       | –                           | V-Partei³            | –           | –           | 129          | 0,1          |
|                                                       | –                           | Gesundheitsforschung | –           | –           | 147          | 0,1          |
|                                                       | Daniela Maus                | MLPD                 | 176         | 0,1         | 66           | 0,0          |
|                                                       | –                           | Die Humanisten       | –           | –           | 141          | 0,1          |
|                                                       | –                           | DKP                  | –           | –           | 62           | 0,0          |
|                                                       | –                           | SGP                  | –           | –           | 16           | 0,0          |
|                                                       | Lucia Petarus               | dieBasis             | 1.549       | 1,1         | 1.280        | 0,9          |
|                                                       | –                           | Bündnis C            | –           | –           | 49           | 0,0          |
|                                                       | –                           | du.                  | –           | –           | 77           | 0,1          |
|                                                       | –                           | LIEBE                | –           | –           | 143          | 0,1          |
|                                                       | –                           | LKR                  | –           | –           | 28           | 0,0          |
|                                                       | –                           | PdF                  | –           | –           | 55           | 0,0          |
|                                                       | –                           | LfK                  | –           | –           | 139          | 0,1          |
|                                                       | –                           | Team Todenhöfer      | –           | –           | 1.674        | 1,2          |
|                                                       | Falk Thörmer                | Volt                 | 1.189       | 0,8         | 873          | 0,6          |
| Gesamt                                                | Gesamt                      | Gesamt               | 141.134     | 100         | 141.432      | 100          |
|                                                       |                             |                      |             |             |              |              |
| Ungültige Stimmen                                     | Ungültige Stimmen           | Ungültige Stimmen    | 1.153       | 0,8         | 855          | 0,6          |
| Wähler                                                | Wähler                      | Wähler               | 142.287     | 74,8        | 142.287      | 74,8         |
| Wahlberechtigte                                       | Wahlberechtigte             | Wahlberechtigte      | 190.102     |             | 190.102      |              |
|                                                       |                             |                      |             |             |              |              |
| Quellen: Die Bundeswahlleiterin, Kandidaten – Stimmen |                             |                      |             |             |              |              |

### Bundestagswahl 2017
| Gegenstand der Nachweisung | Gegenstand der Nachweisung | Erststimmen | Erststimmen | Zweitstimmen | Zweitstimmen |
| Bewerber                   | Partei                     | Anzahl      | %           | Anzahl       | %            |
| -------------------------- | -------------------------- | ----------- | ----------- | ------------ | ------------ |
| Wahlberechtigte            | Wahlberechtigte            | 193,175     | 100,0       | 193.175      | 100,0        |
| Wähler                     | Wähler                     | 143.599     | 74,3        | 143.599      | 74,3         |
| Ungültige Stimmen          | Ungültige Stimmen          | 1.771       | 1,2         | 1.953        | 0,7          |
| Gültige Stimmen            | Gültige Stimmen            | 141.828     | 100,0       | 141.546      | 100,0        |
| davon                      |                            |             |             |              |              |
| Sylvia Pantel              | CDU                        | 47.950      | 33,8        | 40.606       | 28,5         |
| Andreas Rimkus             | SPD                        | 38.727      | 27,3        | 33.218       | 23,3         |
| Uwe Marold Warnecke        | GRÜNE                      | 11.778      | 8,3         | 14.379       | 10,1         |
| Sahra Wagenknecht          | DIE LINKE                  | 18.499      | 13,0        | 14.111       | 9,9          |
| Sebastian Rehne            | FDP                        | 13.049      | 9,2         | 21.277       | 14,9         |
| Jessica Malisch            | AfD                        | 11.530      | 8,1         | 12.968       | 9,1          |
|                            | PIRATEN                    | –           | –           | 628          | 0,4          |
|                            | NPD                        | –           | –           | 246          | 0,2          |
|                            | Die PARTEI                 | –           | –           | 1.589        | 1,1          |
|                            | Volksabstimmung            | –           | –           | 124          | 0,1          |
|                            | ÖDP                        | –           | –           | 134          | 0,1          |
| Dagmar Eberhard-Forschner  | MLPD                       | 295         | 0,2         | 116          | 0,1          |
|                            | FREIE WÄHLER               | –           | –           | 371          | 0,3          |

### Bundestagswahl 2013
| Gegenstand der Nachweisung | Gegenstand der Nachweisung | Erststimmen | Erststimmen | Zweitstimmen | Zweitstimmen |
| Bewerber                   | Partei                     | Anzahl      | %           | Anzahl       | %            |
| -------------------------- | -------------------------- | ----------- | ----------- | ------------ | ------------ |
| Wahlberechtigte            | Wahlberechtigte            | 196.250     | 100,0       | 196.250      | 100,0        |
| Wähler                     | Wähler                     | 139.390     | 71,0        | 139.390      | 71,0         |
| Ungültige Stimmen          | Ungültige Stimmen          | 1.983       | 1,4         | 1.348        | 1,0          |
| Gültige Stimmen            | Gültige Stimmen            | 137.407     | 100,0       | 138.042      | 100,0        |
| davon                      |                            |             |             |              |              |
| Sylvia Pantel              | CDU                        | 55.990      | 40,7        | 51.050       | 37,0         |
| Andreas Rimkus             | SPD                        | 48.065      | 35,0        | 41.737       | 30,2         |
| Gerhard Hansen             | FDP                        | 3.980       | 2,9         | 7.979        | 5,8          |
| Uwe Marold Warnecke        | GRÜNE                      | 10.315      | 7,5         | 13.399       | 9,7          |
| Sahra Wagenknecht          | DIE LINKE                  | 12.538      | 9,1         | 10.705       | 7,8          |
| Patrick Schiffer           | PIRATEN                    | 3.848       | 2,8         | 3.509        | 2,5          |
| Andreas Büchner            | NPD                        | 1.330       | 1,0         | 1.048        | 0,8          |
| Karl-Heinz Fischer         | REP                        | 961         | 0,7         | 550          | 0,4          |
|                            | Bündnis 21/RRP             | –           | –           | 65           | 0,0          |
|                            | Volksabstimmung            | –           | –           | 245          | 0,2          |
|                            | ÖDP                        | –           | –           | 188          | 0,1          |
|                            | MLPD                       | –           | –           | 61           | 0,0          |
| Tobias Faku                | BüSo                       | 380         | 0,3         | 81           | 0,1          |
|                            | PSG                        | –           | –           | 35           | 0,0          |
|                            | AfD                        | –           | –           | 5.845        | 4,2          |
|                            | BIG                        | –           | –           | 154          | 0,1          |
|                            | pro Deutschland            | –           | –           | 283          | 0,2          |
|                            | DIE RECHTE                 | –           | –           | 18           | 0,0          |
|                            | FREIE WÄHLER               | –           | –           | 256          | 0,2          |
|                            | Nichtwähler                | –           | –           | 193          | 0,1          |
|                            | PDV                        | –           | –           | 85           | 0,1          |
|                            | Die PARTEI                 | –           | –           | 556          | 0,4          |

### Bundestagswahl 2009
| Gegenstand der Nachweisung | Gegenstand der Nachweisung | Erststimmen | Erststimmen | Zweitstimmen | Zweitstimmen |
| Bewerber                   | Partei                     | Anzahl      | %           | Anzahl       | %            |
| -------------------------- | -------------------------- | ----------- | ----------- | ------------ | ------------ |
| Wahlberechtigte            | Wahlberechtigte            | 195.910     | 100,0       | 195.910      | 100,0        |
| Wähler                     | Wähler                     | 134.823     | 68,8        | 134.823      | 68,8         |
| Ungültige Stimmen          | Ungültige Stimmen          | 1.690       | 1,3         | 1.328        | 1,0          |
| Gültige Stimmen            | Gültige Stimmen            | 133.133     | 100,0       | 133.495      | 100,0        |
| davon                      |                            |             |             |              |              |
| Karin Kortmann             | SPD                        | 44.295      | 33,3        | 34.873       | 26,1         |
| Beatrix Philipp            | CDU                        | 50.233      | 37,7        | 40.906       | 30,6         |
| Michael Dimitrov           | FDP                        | 10.758      | 8,1         | 20.625       | 15,5         |
| Holger-Michael Arndt       | GRÜNE                      | 13.137      | 9,9         | 16.897       | 12,7         |
| Sahra Wagenknecht-Niemeyer | DIE LINKE                  | 12.948      | 9,7         | 13.244       | 9,9          |
| Andreas Büchner            | NPD                        | 1.560       | 1,2         | 900          | 0,7          |
|                            | Die Tierschutzpartei       | –           | –           | 841          | 0,6          |
|                            | FAMILIE                    | –           | –           | 511          | 0,4          |
|                            | REP                        | –           | –           | 1.002        | 0,8          |
|                            | Volksabstimmung            | –           | –           | 119          | 0,1          |
| Dagmar Eberhard-Forschner  | MLPD                       | 202         | 0,2         | 64           | 0,0          |
|                            | PSG                        | –           | –           | 23           | 0,0          |
|                            | ZENTRUM                    | –           | –           | 89           | 0,1          |
|                            | BüSo                       | –           | –           | 28           | 0,0          |
|                            | DVU                        | –           | –           | 63           | 0,0          |
|                            | ödp                        | –           | –           | 108          | 0,1          |
|                            | PIRATEN                    | –           | –           | 2.499        | 1,9          |
|                            | RRP                        | –           | –           | 208          | 0,2          |
|                            | RENTNER                    | –           | –           | 495          | 0,4          |

### Bundestagswahl 2005
| Gegenstand der Nachweisung | Gegenstand der Nachweisung | Erststimmen | Erststimmen | Zweitstimmen | Zweitstimmen |
| Bewerber                   | Partei                     | Anzahl      | %           | Anzahl       | %            |
| -------------------------- | -------------------------- | ----------- | ----------- | ------------ | ------------ |
| Wahlberechtigte            | Wahlberechtigte            | 193.401     | 100,0       | 193.401      | 100,0        |
| Wähler                     | Wähler                     | 146.767     | 75,9        | 146.767      | 75,9         |
| Ungültige Stimmen          | Ungültige Stimmen          | 1.881       | 1,3         | 1.652        | 1,1          |
| Gültige Stimmen            | Gültige Stimmen            | 144.886     | 100,0       | 145.115      | 100,0        |
| davon                      |                            |             |             |              |              |
| Karin Kortmann             | SPD                        | 66.555      | 45,9        | 56.223       | 38,7         |
| Beatrix Philipp            | CDU                        | 55.982      | 38,6        | 46.704       | 32,2         |
| Manfred Neuenhaus          | FDP                        | 6.324       | 4,4         | 15.200       | 10,5         |
| Norbert Czerwinski         | GRÜNE                      | 7.483       | 5,2         | 13.902       | 9,6          |
| Frank Laubenburg           | Die Linke.                 | 7.070       | 4,9         | 8.569        | 5,9          |
|                            | REP                        | –           | –           | 718          | 0,5          |
|                            | Die Tierschutzpartei       | –           | –           | 741          | 0,5          |
| Sven Spiwak                | NPD                        | 1.215       | 0,8         | 874          | 0,6          |
|                            | FAMILIE                    | –           | –           | 491          | 0,3          |
|                            | GRAUE                      | –           | –           | 1.170        | 0,8          |
|                            | PBC                        | –           | –           | 140          | 0,1          |
|                            | ZENTRUM                    | –           | –           | 46           | 0,0          |
|                            | BüSo                       | –           | –           | 75           | 0,1          |
|                            | Deutschland                | –           | –           | 146          | 0,1          |
|                            | MLPD                       | –           | –           | 68           | 0,0          |
|                            | PSG                        | –           | –           | 48           | 0,0          |
| Karsten Winkler            | HP                         | 257         | 0,2         | –            | –            |

### Bundestagswahl 2002
| Gegenstand der Nachweisung    | Gegenstand der Nachweisung | Erststimmen | Erststimmen | Zweitstimmen | Zweitstimmen |
| Bewerber                      | Partei                     | Anzahl      | %           | Anzahl       | %            |
| ----------------------------- | -------------------------- | ----------- | ----------- | ------------ | ------------ |
| Wahlberechtigte               | Wahlberechtigte            | 192.689     | 100,0       | 192.689      | 100,0        |
| Wähler                        | Wähler                     | 150.811     | 78,3        | 150.811      | 78,3         |
| Ungültige Stimmen             | Ungültige Stimmen          | 1.684       | 1,1         | 1.536        | 1,0          |
| Gültige Stimmen               | Gültige Stimmen            | 149.127     | 100,0       | 149.275      | 100,0        |
| davon                         |                            |             |             |              |              |
| Karin Kortmann                | SPD                        | 74.034      | 49,6        | 62.663       | 42,0         |
| Beatrix Philipp               | CDU                        | 52.416      | 35,1        | 47.997       | 32,2         |
| Marie-Agnes Strack-Zimmermann | FDP                        | 9.825       | 6,6         | 14.570       | 9,8          |
| Günter Karen-Jungen           | GRÜNE                      | 8.859       | 5,9         | 17.538       | 11,7         |
| Frank Laubenburg              | PDS                        | 2.183       | 1,5         | 2.574        | 1,7          |
|                               | REP                        | –           | –           | 605          | 0,4          |
|                               | GRAUE                      | –           | –           | 446          | 0,3          |
|                               | Die Tierschutzpartei       | –           | –           | 583          | 0,4          |
|                               | FAMILIE                    | –           | –           | 317          | 0,2          |
|                               | NPD                        | –           | –           | 306          | 0,2          |
|                               | PBC                        | –           | –           | 147          | 0,1          |
|                               | ödp                        | –           | –           | 37           | 0,0          |
|                               | CM                         | –           | –           | 28           | 0,0          |
|                               | DIE FRAUEN                 | –           | –           | 144          | 0,1          |
| Hildegard Reynen-Kaiser       | BüSo                       | 184         | 0,1         | 66           | 0,0          |
|                               | Die Violetten              | –           | –           | 47           | 0,0          |
|                               | ZENTRUM                    | –           | –           | 45           | 0,0          |
| Marita Erna Simon             | HP                         | 180         | 0,1         | 55           | 0,0          |
| Harry Peters                  | Schill                     | 1.446       | 1,0         | 1.107        | 0,7          |

### Bundestagswahl 1998
| Gegenstand der Nachweisung | Gegenstand der Nachweisung | Erststimmen | Erststimmen | Zweitstimmen | Zweitstimmen |
| Bewerber                   | Partei                     | Anzahl      | %           | Anzahl       | %            |
| -------------------------- | -------------------------- | ----------- | ----------- | ------------ | ------------ |
| Wahlberechtigte            | Wahlberechtigte            | 196.292     | 100,0       | 196.292      | 100,0        |
| Wähler                     | Wähler                     | 158.294     | 80,6        | 158.294      | 80,6         |
| Ungültige Stimmen          | Ungültige Stimmen          | 1.864       | 1,2         | 1.547        | 1,0          |
| Gültige Stimmen            | Gültige Stimmen            | 156.430     | 100,0       | 156.747      | 100,0        |
| davon                      |                            |             |             |              |              |
| Volker Jung                | SPD                        | 78.636      | 50,3        | 73.042       | 46,6         |
| Beatrix Philipp            | CDU                        | 54.365      | 34,8        | 48.985       | 31,3         |
| Gisela Piltz               | F.D.P.                     | 4.192       | 2,7         | 11.501       | 7,3          |
| Susanne Stemmler           | GRÜNE                      | 9.418       | 6,0         | 13.057       | 8,3          |
| Frank Laubenburg           | PDS                        | 2.046       | 1,3         | 2.828        | 1,8          |
|                            | Deutschland                | –           | –           | 84           | 0,1          |
|                            | APPD                       | –           | –           | 156          | 0,1          |
| Georg-Dieter Bäuerle       | BüSo                       | 250         | 0,2         | 81           | 0,1          |
|                            | BFB – Die Offensive        | –           | –           | 134          | 0,1          |
|                            | Chance 2000                | –           | –           | 145          | 0,1          |
|                            | CM                         | –           | –           | 62           | 0,0          |
|                            | DVU                        | –           | –           | 1.779        | 1,1          |
| Daniel Schott              | GRAUE                      | 1.251       | 0,8         | 950          | 0,6          |
| Frank Heise                | REP                        | 2.609       | 1,7         | 1.691        | 1,1          |
|                            | FAMILIE                    | –           | –           | 314          | 0,2          |
|                            | DIE FRAUEN                 | –           | –           | 119          | 0,1          |
|                            | Pro DM                     | –           | –           | 762          | 0,5          |
|                            | MLPD                       | –           | –           | 30           | 0,0          |
|                            | Tierschutz                 | –           | –           | 456          | 0,3          |
|                            | NPD                        | –           | –           | 195          | 0,1          |
|                            | NATURGESETZ                | –           | –           | 80           | 0,1          |
|                            | ödp                        | –           | –           | 72           | 0,0          |
|                            | PBC                        | –           | –           | 95           | 0,1          |
|                            | Nichtwähler                | –           | –           | 111          | 0,1          |
|                            | PSG                        | –           | –           | 18           | 0,0          |
| Helmut Becker              | Einzelbewerber             | 3.663       | 2,3         | –            | –            |

### Bundestagswahl 1994
| Gegenstand der Nachweisung | Gegenstand der Nachweisung | Erststimmen | Erststimmen | Zweitstimmen | Zweitstimmen |
| Bewerber                   | Partei                     | Anzahl      | %           | Anzahl       | %            |
| -------------------------- | -------------------------- | ----------- | ----------- | ------------ | ------------ |
| Wahlberechtigte            | Wahlberechtigte            | 201.655     | 100,0       | 201.655      | 100,0        |
| Wähler                     | Wähler                     | 158.749     | 78,7        | 158.749      | 78,7         |
| Ungültige Stimmen          | Ungültige Stimmen          | 2.633       | 1,7         | 2.809        | 1,8          |
| Gültige Stimmen            | Gültige Stimmen            | 156.116     | 100,0       | 155.940      | 100,0        |
| davon                      |                            |             |             |              |              |
| Volker Jung                | SPD                        | 73.065      | 46,8        | 67.413       | 43,2         |
| Beatrix Philipp            | CDU                        | 59.315      | 38,0        | 54.038       | 34,7         |
| Jürgen Bartholdi           | F.D.P.                     | 5.119       | 3,3         | 11.764       | 7,5          |
| Marit von Ahlefeld         | GRÜNE                      | 12.752      | 8,2         | 14.934       | 9,6          |
| Charlotte Lenzen           | REP                        | 2.547       | 1,6         | 2.599        | 1,7          |
| Kristine Karch             | PDS                        | 1.710       | 1,1         | 2.509        | 1,6          |
| Barbara Marienfeld         | Solidarität                | 248         | 0,2         | 65           | 0,0          |
|                            | BSA                        | –           | –           | 17           | 0,0          |
|                            | CM                         | –           | –           | 51           | 0,0          |
|                            | ZENTRUM                    | –           | –           | 57           | 0,0          |
| Jürgen Miller              | DIE GRAUEN                 | 1.360       | 0,9         | 1.278        | 0,8          |
|                            | NATURGESETZ                | –           | –           | 134          | 0,1          |
|                            | MLPD                       | –           | –           | 42           | 0,0          |
|                            | Die Tierschutzpartei       | –           | –           | 484          | 0,3          |
|                            | ÖDP                        | –           | –           | 129          | 0,1          |
|                            | PBC                        | –           | –           | 110          | 0,1          |
|                            | STATT Partei               | –           | –           | 316          | 0,2          |

### Bundestagswahl 1990
| Gegenstand der Nachweisung | Gegenstand der Nachweisung | Erststimmen | Erststimmen | Zweitstimmen | Zweitstimmen |
| Bewerber                   | Partei                     | Anzahl      | %           | Anzahl       | %            |
| -------------------------- | -------------------------- | ----------- | ----------- | ------------ | ------------ |
| Wahlberechtigte            | Wahlberechtigte            | 206.691     | 100,0       | 206.691      | 100,0        |
| Wähler                     | Wähler                     | 156.844     | 75,9        | 156.844      | 75,9         |
| Ungültige Stimmen          | Ungültige Stimmen          | 1.608       | 1,0         | 1.318        | 0,8          |
| Gültige Stimmen            | Gültige Stimmen            | 155.236     | 100,0       | 155.526      | 100,0        |
| davon                      |                            |             |             |              |              |
| Volker Jung                | SPD                        | 69.175      | 44,6        | 66.086       | 42,5         |
| Klaus-Heiner Lehne         | CDU                        | 59.734      | 38,5        | 57.850       | 37,2         |
| Jürgen Schroer             | F.D.P.                     | 10.844      | 7,0         | 16.849       | 10,8         |
| Stefan Horn                | GRÜNE                      | 9.459       | 6,1         | 8.355        | 5,4          |
|                            | CM                         | –           | –           | 127          | 0,1          |
| Jürgen Miller              | DIE GRAUEN                 | 2.429       | 1,6         | 2.081        | 1,3          |
| Christel Ballay            | REP                        | 2.540       | 1,6         | 2.452        | 1,6          |
|                            | FRAUEN                     | –           | –           | 187          | 0,1          |
| Meinolf Menne              | NPD                        | 398         | 0,3         | 377          | 0,2          |
| Volker Bochnia             | ÖDP                        | 525         | 0,3         | 364          | 0,2          |
|                            | PDS                        | –           | –           | 746          | 0,5          |
|                            | Patrioten                  | –           | –           | 20           | 0,0          |
|                            | VAA                        | –           | –           | 32           | 0,0          |
| Frank Deppe                | Einzelbewerber             | 132         | 0,1         | –            | –            |

### Bundestagswahl 1949
|                   | Partei            | Anzahl  | %     |
| ----------------- | ----------------- | ------- | ----- |
| Wahlberechtigte   | Wahlberechtigte   | 173.089 | 100,0 |
| Wähler            | Wähler            | 127.387 | 73,6  |
| Ungültige Stimmen | Ungültige Stimmen | 2.520   | 2,0   |
| Gültige Stimmen   | Gültige Stimmen   | 124.867 | 100,0 |
| davon             |                   |         |       |
|                   | SPD               | 40.999  | 32,8  |
| Josef Gockeln     | CDU               | 46.392  | 37,2  |
|                   | FDP               | 9.885   | 7,9   |
|                   | KPD               | 16.630  | 13,3  |
|                   | Parteilose        | 1.052   | 0,8   |
|                   | ZENTRUM           | 6.901   | 5,5   |
|                   | DKP-DRP           | 1.969   | 1,6   |
|                   | RSF               | 513     | 0,4   |
|                   | RWVP              | 526     | 0,4   |